# Johnnie Parsons
Johnnie Parsons (Los Angeles, Kalifornia, 1918. július 4. – Van Nuys, Kalifornia, 1984. szeptember 8.) amerikai autóversenyző, egyszeres indianapolisi 500-as győztes.

## Indy 500-as eredményei
| Év       | Autó     | Rajt     | Qual     | Rank     | Cél      | Kör  | Élen | Kiesés oka      |
| -------- | -------- | -------- | -------- | -------- | -------- | ---- | ---- | --------------- |
| 1949     | 12       | 12       | 132.900  | 2        | 2.       | 200  | 0    |                 |
| 1950     | 1        | 5        | 132.044  | 8        | 1.       | 138  | 115  |                 |
| 1951     | 3        | 8        | 132.154  | 28       | 21.      | 87   | 0    | Magneto         |
| 1952     | 5        | 31       | 135.328  | 19       | 10.      | 200  | 0    |                 |
| 1953     | 21       | 8        | 137.667  | 3        | 26.      | 86   | 0    | Crankshaft      |
| 1954     | 15       | 15       | 139.578  | 6        | 32.      | 79   | 0    | Stalled in pits |
| 1955     | 16       | 27       | 136.809  | 27       | 21.      | 119  | 0    | Magneto         |
| 1956     | 98       | 6        | 144.144  | 7        | 4.       | 200  | 16   |                 |
| 1957     | 18       | 17       | 140.784  | 21       | 16.      | 195  | 0    | Flagged         |
| 1958     | 45       | 6        | 144.683  | 6        | 12.      | 200  | 0    |                 |
| Összesen | Összesen | Összesen | Összesen | Összesen | Összesen | 1504 | 131  |                 |

| Rajtok    | 10 |
| Poleok    | 0  |
| Első sor  | 0  |
| Győzelmek | 1  |
| Top 5     | 3  |
| Top 10    | 4  |
| Kiesett   | 4  |